# 哈散 (元朝)
哈散（？—1329年），元朝官员，亦思马因之孙，布伯之子。
亦思马因、布伯都是元朝的炮手。哈散荫官，授为昭信校尉、高邮府同知。致和元年（1328年）八月，枢密院檄亦不剌金所统辖的军匠至京师，被皇帝赐钞二千五百贯、金绮四端，哈散与马哈马沙一起负责造炮。天历二年（1329年），得病去世。其子亚古袭职。